# Hauge Bjerge
Hauge Bjerge är en bergskedja i Grönland (Kungariket Danmark). Den ligger i den norra delen av Grönland, 1 900 km norr om huvudstaden Nuuk.